# Anthidium maculifrons
Anthidium maculifrons är ett solitärt bi i familjen buksamlarbin som förekommer i södra och mellersta Nordamerika. 

## Utseende
Arten har svart grundfärg med gula fläckar på huvud, mellankropp och bakkropp. De senare förekommer på tergit (bakkroppssegment) 1 till 4 dels som stora markeringar långt ut åt sidorna, dels som smala tvärband i mitten. Tergit 5 har bara två större, nästan sammanhängande tvärband, ett på var sida. Längden är omkring 10 mm. Hos hanen tar bakkroppens markeringar formen av fyra fläckar på tergit 1 till 5; två stora på sidorna, och två mindre på ryggen. Hanen är normalt längre än honan, med en kroppslängd på omkring 11 till 12 mm.

## Ekologi
Arten har lång flygtid; åtminstone i de södra delarna av utbredningsområdet från mars till november. Arten besöker blommande växter från bland andra släktena Afzeliasläktet, skäror, Cracca, sunnhampor, Galactia, bönsläktet, Psoralea, sidenörtssläktet och ögonblomssläktet. Som vanligt bland ullbin fodrar den boet med växthår.

## Utbredning
Arten förekommer i Nordamerika från Mexiko i söder till Arizona, samt österut till Illinois, Virginia och Florida.